# Liturgusa
Liturgusa — рід богомолів родини Liturgusidae. Невеликі богомоли зі сплощеною формою тіла та розчленувальним камуфляжним забарвленням тіла в сіро-зелених тонах, що допомагає їм вести прихований спосіб життя на корі дерев. Поширені в тропічній зоні Нового світу від Мексики й Флориди до Аргентини й Уругваю, а також на островах Карибського басейну. Рід налічує понад 20 видів, розрізнення яких часто ускладнене для неспеціалістів.

## Опис
Тіло видовжене й сплощене, з довгими відносно тіла ногами. Забарвлення розчленувальне, з переважанням чорних, брунатних, сірих, білуватих, іноді зеленуватих кольорів. У довжину тіло самця складає 1,85-2,9 см, самиці — 1,46-5,2 см. Голова ширша за довжину, з кулястими очима, які сильно виступають уперед та по боках. Всі три вічка зазвичай наявні в самців, у самиць число їх може бути зменшене. Антени ниткоподібні, іноді з окремими щетинками, ніколи не посмуговані. Посередині наличника наявний поперечний кіль. Полапки зазвичай світлі, з темним кінцем або без такого. Передньоспинка видовжена чи майже квадратна, її поверхня гладенька, іноді з дрібними горбиками, переважно в задній частині. Забарвлення різноманітне, часто з блідими або чорними відмітками.
Передні ноги з потовщеними стегнами, на кожному з яких наявні 12-17 зовнішніх шипів, по 4 внутрішніх та дискоїдальних. Лапка смугаста. Середні й задні ноги довгі та тонкі, стегна та гомілки посмуговані. На гомілках середніх ніг наявний кіль різного ступеня вираженості. Перший членик задньої лапки довший за всі інші членики, а в середній лапці — принаймні тієї ж довжини, що сумарно інші. Крила добре розвинуті в обох статей. Надкрила плямисті, з чорними, брунатними, білуватими, зеленуватими, білуватими ділянками. Часто надкрила забарвлені неоднаково, одне з них темне, а плямований рисунок лише вгадується. Задні крила прозорі, димчасті, з іржавим, жовтим чи рудим забарвленням.
Черевце трохи чи сильно розширене до початку останньої третини своєї довжини.

## Спосіб життя
Богомоли роду переважно живуть на корі дерев, віддаючи перевагу деревам з гладенькою корою. Богомоли сидять переважно вздовж осі стовбура чи гілки, черевце майже притиснуте до поверхні, передньогруди та передні ноги підняті. Літають рідко, хоча самців Liturgusa fossetti з Коста-Рики збирали на світлові пастки вночі.
Удень легко помічають людину та намагаються втекти на протилежний бік стовбура. Якщо їх переслідувати, швидко біжуть уверх по дереву.
Оотека відома лише для деяких видів, прикріплюється до твердої поверхні, переважно кори дерева. Оотека сферична, з трубчастим відростком. Кількість яєць невідома.

## Систематика й види
Типовим видом вважається Liturgusa cayennensis. 
Станом на 2014 рік рід налічував 24 види:
- Liturgusa actuosa Rehn, 1951 Панама
- Liturgusa algorei Svenson, 2014 Перу, Еквадор
- Liturgusa bororum Svenson, 2014 Перу, Бразилія
- Liturgusa cameroni Svenson, 2014 Венесуела, Гаяна
- Liturgusa cayennensis Saussure, 1869 Французька Гвіана, Гаяна, північно-східна Бразилія
- Liturgusa cura Svenson, 2014 північ Венесуели
- Liturgusa cursor Rehn, 1951 Нікарагуа, Коста-Рика, Панама
- Liturgusa dominica Svenson, 2014 Домініка
- Liturgusa fossetti Svenson, 2014 Панама, Коста-Рика, Нікарагуа
- Liturgusa guyanensis La Greca, 1939 Гаяна, Бразилія
- Liturgusa kirtlandi Svenson, 2014 Болівія
- Liturgusa krattorum Svenson, 2014 Колумбія, Еквадор, Перу
- Liturgusa lichenalis Gerstaecker, 1889 Перу, Колумбія, Еквадор, Венесуела
- Liturgusa manausensis Svenson, 2014 Бразилія (штат Амазонас)
- Liturgusa maroni Svenson, 2014 Французька Гвіана
- Liturgusa maya Saussure & Zehntner, 1894 Мексика, Гондурас, Гватемала, Коста-Рика, Панама, Колумбія, Венесуела, Еквадор
- Liturgusa milleri Svenson, 2014 Французька Гвіана
- Liturgusa neblina Svenson, 2014 Венесуела
- Liturgusa nubeculosa Gerstaecker, 1889 Колумбія, Еквадор, Перу, Бразилія, Болівія
- Liturgusa purus Svenson, 2014 Бразилія
- Liturgusa stiewei Svenson, 2014 Колумбія
- Liturgusa tessae Svenson, 2014 Перу, Болівія, Бразилія
- Liturgusa trinidadensis Svenson, 2014 Тринідад
- Liturgusa zoae Svenson, 2014 Гондурас, Беліз, Гватемала, Панама

## Галерея

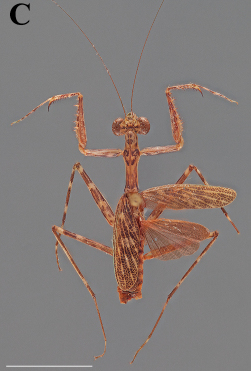
Liturgusa dominica, Домініка
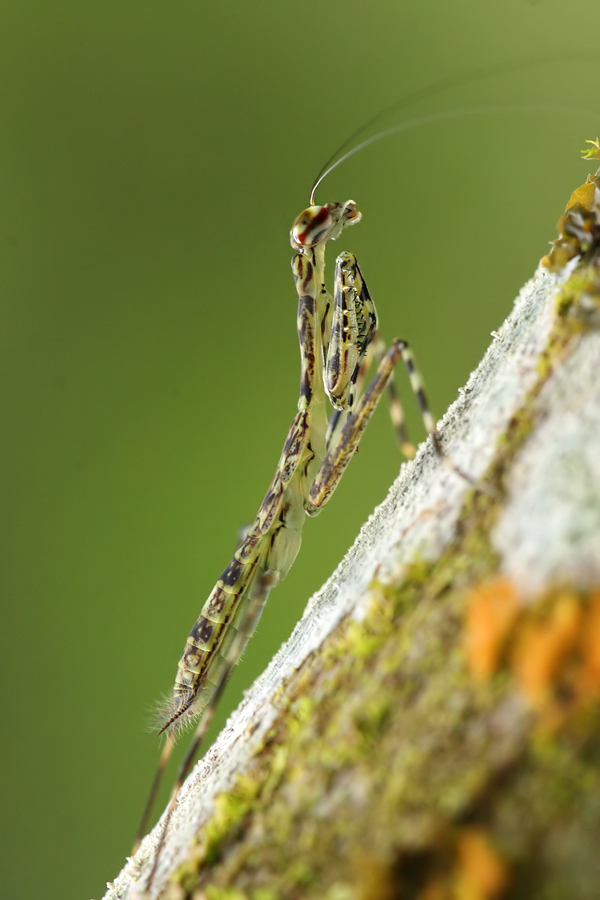
Liturgusa krattorum, Перу
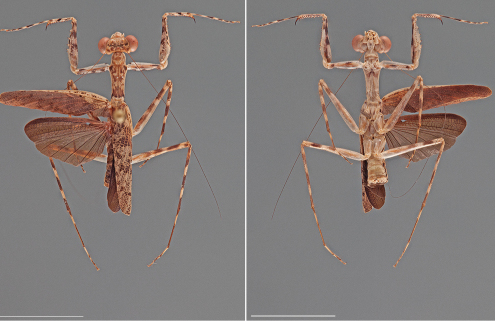
Liturgusa manausensis, Бразилія
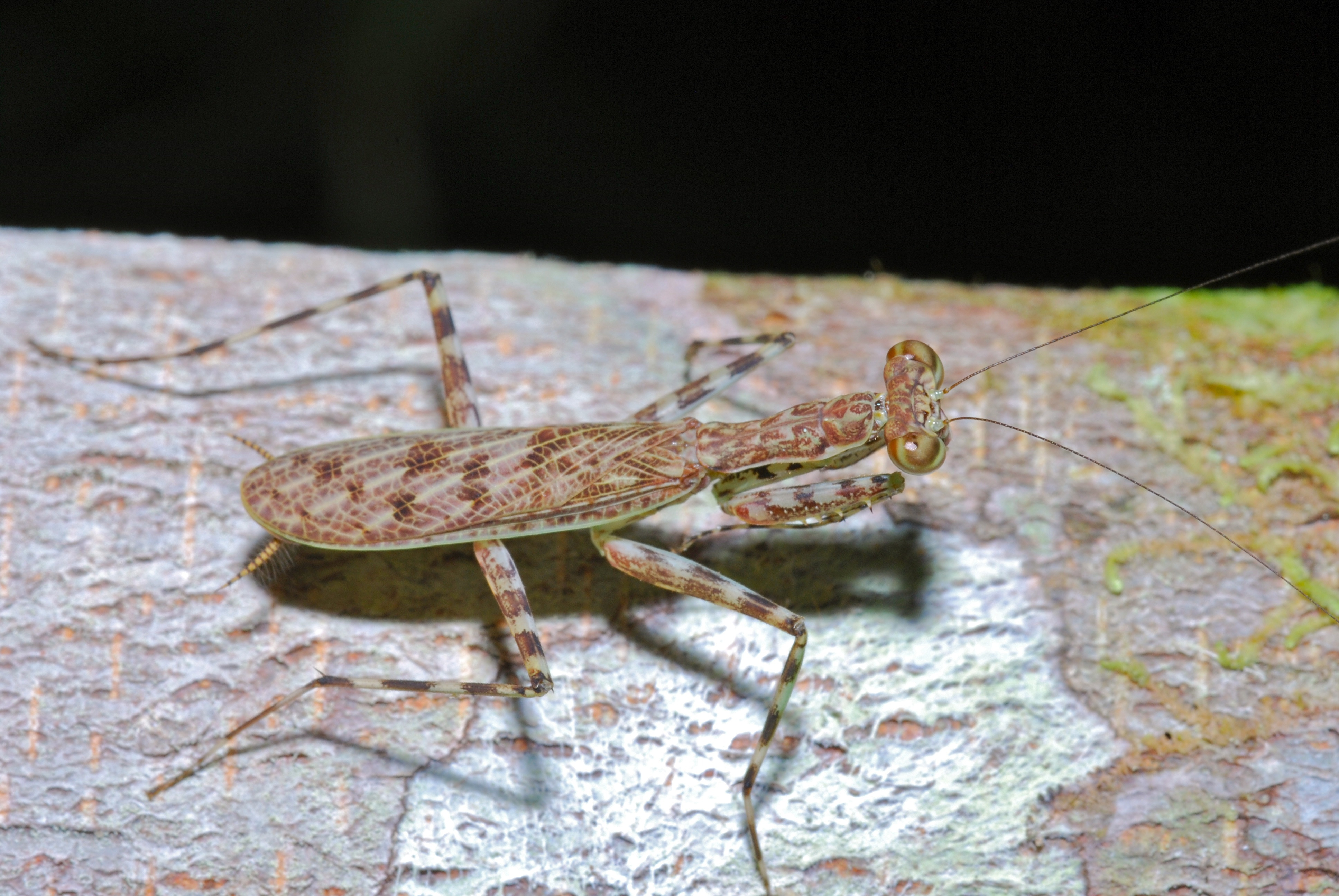
Liturgusa maya, Беліз
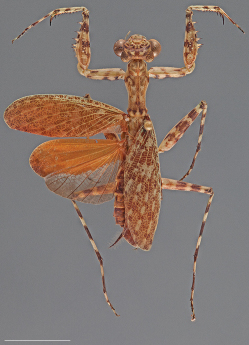
Liturgusa neblina, Венесуела
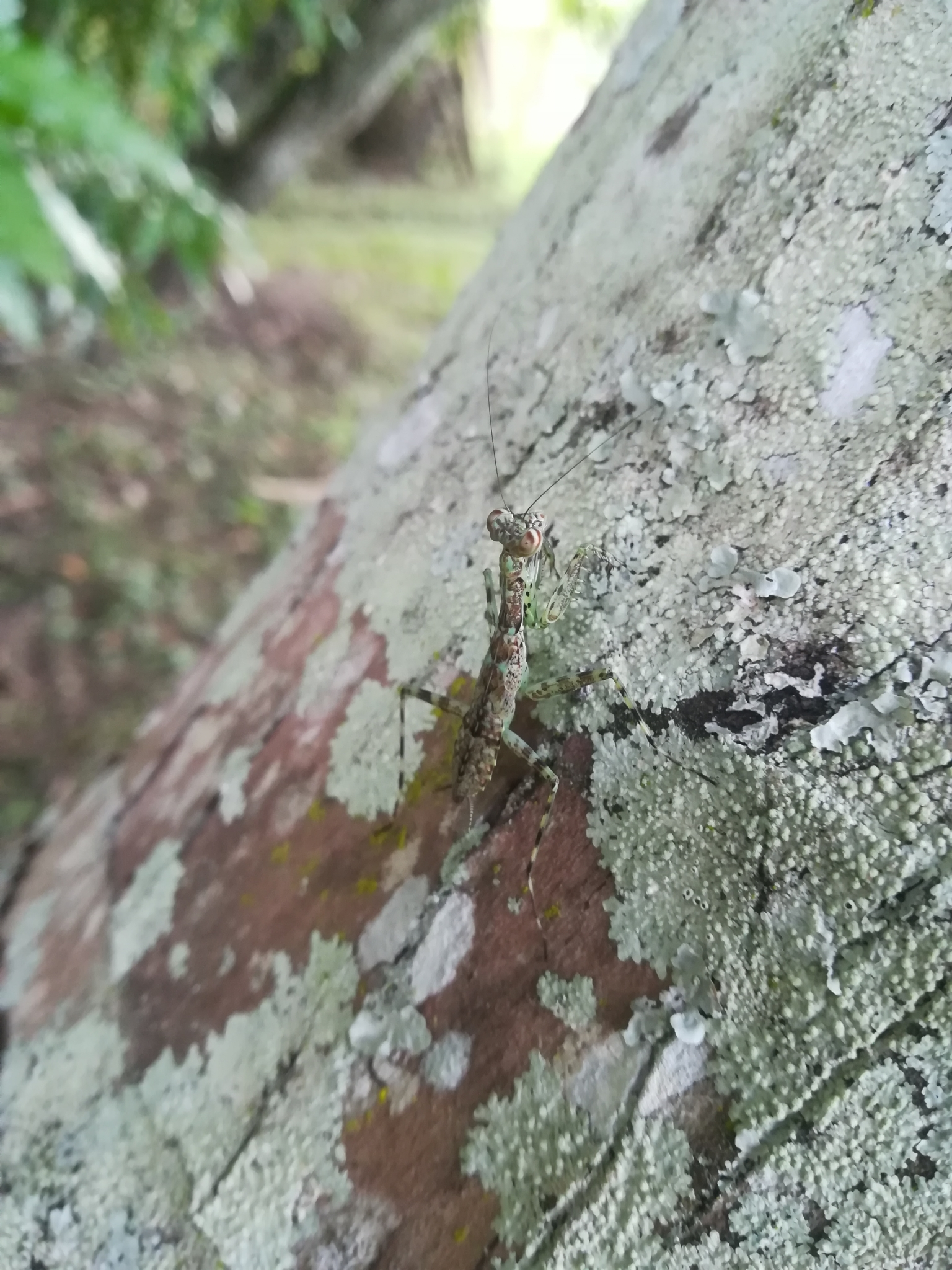
Liturgusa trinidadensis, Тринідад і Тобаго
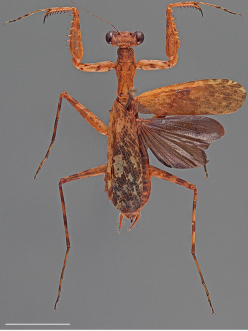
Liturgusa zoae, Гватемала